# Šen-čou
Šen-čou (čínsky pchin-jinem Shénzhōu, znaky 神舟; česky Božská loď) je čínská pilotovaná kosmická loď. Čína v ní vyslala v roce 2003 do vesmíru svého prvního kosmonauta a od roku 2021 loděmi tohoto typu obsluhuje Vesmírnou stanici Tchien-kung (TSS).

## Vývoj lodi

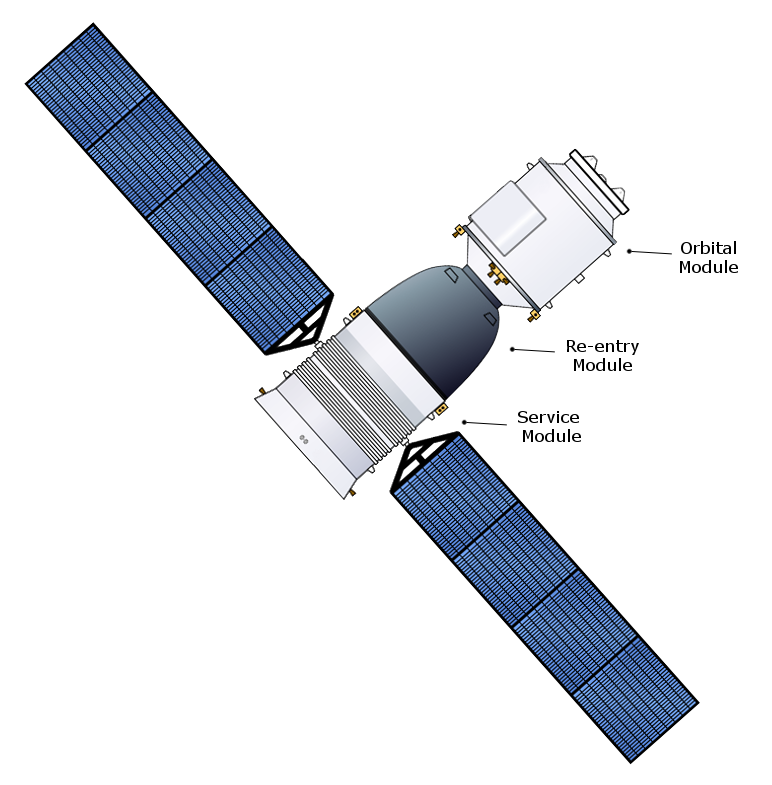
Loď Šen-čou: pohonný, návratový a orbitální modul (zleva)

První čínské pokusy o lety s lidskou posádkou začaly v roce 1968 s plánovaným datem startu lodi Šu-kuang (Shuguang) v roce 1973. Ačkoli Čína v roce 1970 úspěšně vypustila družici, její program kosmických lodí s posádkou byl v roce 1980 zrušen kvůli nedostatku finančních prostředků.
Čína se však myšlenek na vlastní pilotovaný program nevzdala. Plán na vývoj čínské kosmické lodi, který počítal se startem s posádkou v říjnu 1999, byl schválen v roce 1992 pod názvem Projekt 921-1. První přípravné práce však začaly už v polovině 80. let 20. století a od roku 1991 se do nich zapojilo Rusko. V květnu toho roku ruští lektoři seznámili čínské inženýry s možnostmi a potenciálem kosmické lodi Sojuz, následovaly dvouleté stáže 20 mladých čínských inženýrů v Rusku v letech 1992 – 1994. V září 1994 navštívil generální tajemník Komunistické strany Číny Ťiang Ce-min ruské Středisko řízení letů v Kaliningradu (dnes Koroljov) a v březnu 1995 byla podepsána dohoda o poskytnutí ruské technologie pilotovaných kosmických lodí Číně, včetně výcviku kosmonautů, poskytnutí kabin kosmických lodí Sojuz a systémů podpory života, dokovacích systémů a skafandrů.
Návrh kosmické lodi inspirované lodí Sojuz byl dokončen v srpnu 1995 a poté byla zahájena stavba čtyř pozemních testovacích prototypů. Ceny požadované Ruskem za klíčové technologie považovali Číňané v některých případech za přemrštěné, a proto museli vyvíjet vlastní řešení. Další komplikace způsobilo rozhodnutí použít zvětšenou kabinu (oproti Sojuzu) i počáteční neúspěchy při vytváření únikového systému pro případ havárie při startu. První čtyři zkušební lety bez posádky se uskutečnily v letech 1999, 2001 a 2002, po nich následovaly lety s posádkou. 
Hlavním dodavatelem je čínská státní společnost China Aerospace Science and Technology Corporation (CAST).

## Popis lodi
Transportní loď, vyvinutá v rámci Projektu 921, o vzletové hmotnosti 7 790 kg, celkové délce 8,86 m a maximálním průměru 2,8 m, sestává ze tří částí:

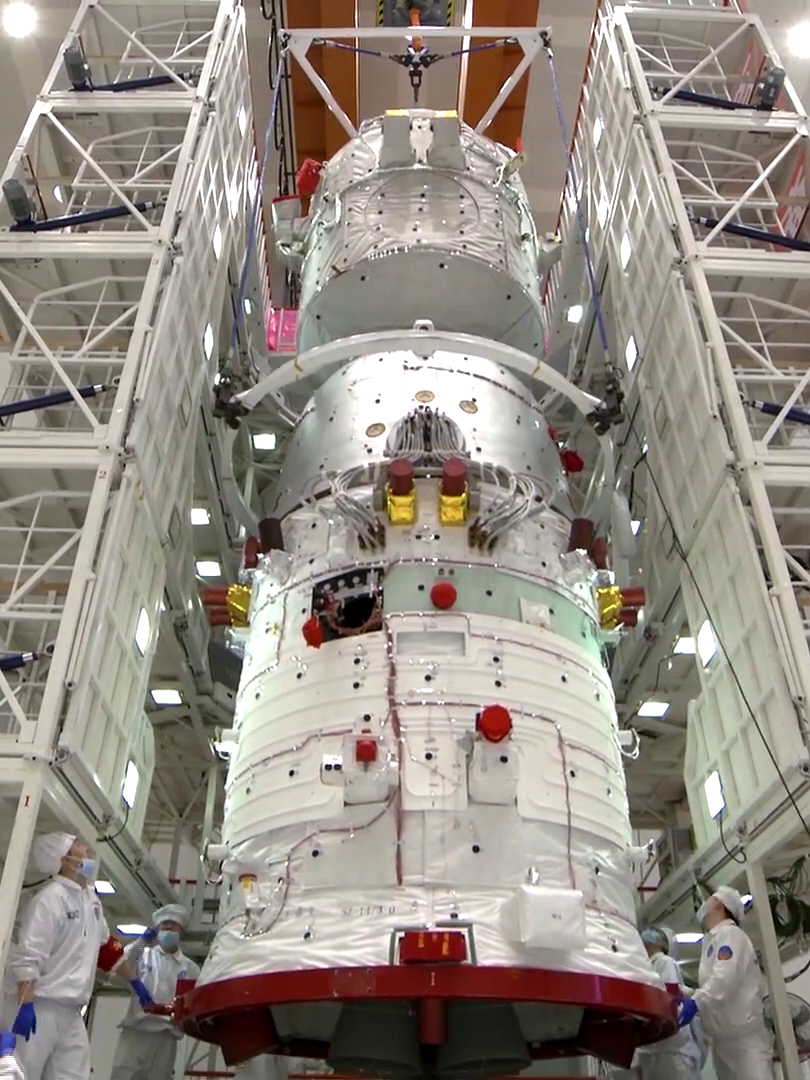
Loď Šen-čou při testování ve startovní pozici

- válcovitého hermetizovaného orbitálního modulu (轨道舱, v přepisu pchin-jin guidao cang, v českém přepisu kuej-tao cchang) opatřeného bočním průlezem,
- hermetizovaného návratového modulu (返回舱, fanhui cang, fan-chuej cchang) oble-kuželovitého tvaru o výšce 2,5 m, maximálním průměru 2,5 m a s vnitřním prostorem o objemu 6 m3,
- válcového nehermetizovaného pohonného modulu (推进舱, tuijin cang, tchuej-ťin cchang), nesoucího hlavní korekční a brzdicí motor, tvořený čtyřmi nezávislými spalovacími komorami a dále 24 motorky pro orientaci a stabilizaci lodi na dráze.

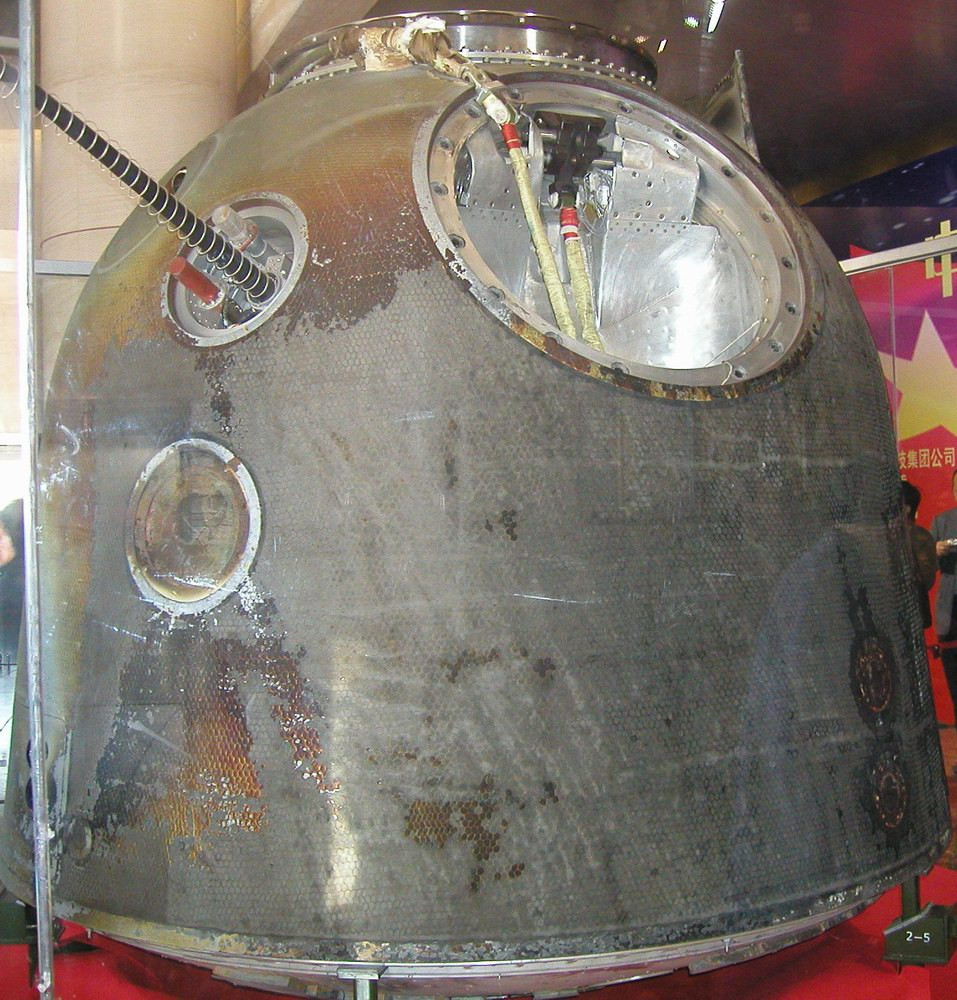
Návratový modul – jediná část lodi, která se vrací zpět na Zemi.

Objem vnitřního hermetizovaného prostoru činí celkem zhruba 10 m3.
Návratový modul je vybaven osmi stabilizačními motory pro udržování orientace během sestupu atmosférou. Jeho povrch o celkové ploše 22,4 m2 je pokryt tepelným ablativním štítem voštinové konstrukce o celkové hmotnosti 500 kg zabezpečujícím, že vnitřní teplota při návratu na Zemi nepřesáhne 40 °C. Pro závěrečnou fázi přistání slouží padákový systém tvořený stabilizačním padákem, hlavním padákem o ploše 1 200 m2 a motory měkkého přistání na tuhé pohonné látky. Na palubu návratového modulu je možno umístit jedno až tři tvarovaná křesla pro kosmonauty. 
V orbitálním modulu jsou umístěny spací pytle pro odpočinek členů posádky, kuchyňka s možností ohřevu jídla, hygienické zařízení (záchod), klimatizační systém a vědecké přístroje pro experimenty během letu. Orbitální modul dále má 16 menších raketových motorků pro korekce dráhy, orientaci a stabilizaci během samostatného letu. V přední části orbitálního modulu může být umístěno stykovací zařízení s průlezem; při dosavadních letech místo něj byla umístěna plošina pro instalaci měřicích přístrojů, vystavených působení kosmického prostoru. Orbitální modul se před zahájením sestupového brzdicího manévru odděluje a pokračuje v samostatném letu po oběžné dráze, během něhož se uskutečňují automaticky nebo ze země dálkově řízené experimenty a pozorování po dobu až půl roku.
Pro záchranu během vzletu je loď vybavena záchranným systémem s hlavním oddělovacím motorem na tuhé pohonné látky a menším odhazovacím motorem. 
Elektrickou energii dodávají dva výklopné panely fotovoltaických baterií (slunečních), každý o čtyřech čtvercových sekcích, připojené k bokům pohonného modulu a dva výklopné panely fotovoltaických baterií po dvou čtvercových sekcích, připojené ke stěnám orbitálního modulu. Celkový příkon elektrické energie se odhaduje na 1,5 kW.
Celkově je loď zhotovena ze zhruba 100 tisíc součástek tvořících přibližně 600 jednotlivých přístrojů integrovaných do 13 subsystémů.
S lodí Šen-čou 16 spatřila světlo světa nová výrobní série šesti kusů lodi, na níž byla provedena různá vylepšení včetně moderní palubní desky a dosažen vyšší podíl domácího (čínského) hardwaru. Dalšími změnami prošel – počínaje Šen-čou 20 – interiér návratové kabiny, což zvýšilo kapacitu nákladu o 20 procent.
Loď je vynášena na oběžnou dráhu nosnými raketami typu Čchang-čeng 2F z kosmodromu Ťiou-čchüan v provincii Kan-su. K přistání lodě míří do přistávací oblasti Dongfeng nedaleko kosmodromu.
Let je řízen z Pekingského střediska řízení vesmírných letů, inženýrskou a administrativní podporu misí Šen-čou s posádkou zajišťuje Čínský úřad pro pilotované vesmírné lety.

### Srovnání se Sojuzem
Ačkoli má kosmická loď Šen-čou stejné uspořádání jako ruská kosmická loď Sojuz, je znatelně větší (o necelé 2 metry delší, o půl tuny těžší, s větším vnitřním prostorem). Je v ní např. dostatek místa pro nafukovací člun pro případ přistání na vodě, zatímco astronauti Sojuzu by v takovém případě museli skočit do vody a plavat. V obou kosmických lodích sedí velitel na prostředním sedadle. Druhý pilot však sedí na levém sedadle v Šen-čou a na pravém sedadle v Sojuzu.

## Původ jména
Jméno Šen-čou údajně navrhl čínský ministerský předseda, který vlastnoručně štětcem namaloval příslušné znaky na první exemplář této lodi, a to ve tvaru uvedeném v záhlaví hesla, který se překládá jako Božská loď (případně jako Mystická loď nebo Tajuplná loď). Je však zajímavé, že zcela stejně (včetně intonace) se čtou znaky 神州, které však mají význam Božská země, což je básnický opis pro Čínu. Ve zprávách o letech těchto lodí v čínském tisku a v oficiálních agenturních zprávách (tisková agentura Sin-chua) se alternativně používají oba dva způsoby zápisu jména této kosmické lodi a tedy i oba významy.

## Lety programu Šen-čou

### Uskutečněné mise
(Zeleně vyznačen probíhající let)
| Mise       | Start              | Délka letu                  | Přistání                | Posádka                                       | Poznámka |
| ---------- | ------------------ | --------------------------- | ----------------------- | --------------------------------------------- | --- |
| Šen-čou 1  | 19. listopadu 1999 | 21 hodin, 11 minut          | 20. listopadu 1999      | (let bez posádky)                             | automatický zkušební let bez plné výbavy                                                                    |
| Šen-čou 2  | 9. ledna 2001      | 7 dní, 10 hodin, 22 minut   | 16. ledna 2001          | (let bez posádky)                             | automatický let s prověrkou systémů podpory života (na palubě opice, pes a králík)                          |
| Šen-čou 3  | 25. března 2002    | 6 dní, 18 hodin, 51 minut   | 1. dubna 2002           | (let bez posádky)                             | automatický let s prověrkou systémů podpory života (na palubě figurína kosmonauta)                          |
| Šen-čou 4  | 29. prosince 2002  | 6 dní, 18 hodin, 36 minut   | 5. ledna 2003           | (let bez posádky)                             | závěrečný automatický zkušební let (na palubě dvě figuríny)                                                 |
| Šen-čou 5  | 15. října 2003     | 21 hodin, 22 minut          | 15. října 2003          | Jang Li-wej                                   | první čínský pilotovaný let s jednočlennou posádkou (první čínský kosmonaut)                                |
| Šen-čou 6  | 12. října 2005     | 4 dny, 19 hodin, 33 minut   | 16. října 2005          | Fej Ťün-lung Nie Chaj-šeng                    | pilotovaný let s dvoučlennou posádkou                                                                       |
| Šen-čou 7  | 25. září 2008      | 2 dny, 20 hodin, 27 minut   | 28. září 2008           | Čaj Č’-kang Liou Po-ming Ťing Chaj-pcheng     | pilotovaný let s trojčlennou posádkou, první výstup jednoho člověka do otevřeného kosmického prostoru       |
| Šen-čou 8  | 31. října 2011     | 16 dní, 13 hodin, 34 minut  | 17. listopadu 2011      | (let bez posádky)                             | bezpilotní let, automatické spojení se stanicí Tchien-kung 1                                                |
| Šen-čou 9  | 16. června 2012    | 12 dní, 15 hodin, 25 minut  | 29. června 2012         | Ťing Chaj-pcheng Liou Wang Liou Jang          | pilotovaný let s trojčlennou posádkou ke stanici Tchien-kung 1, první Číňanka ve vesmíru                    |
| Šen-čou 10 | 11. června 2013    | 14 dní, 14 hodin, 29 minut  | 26. června 2013         | Nie Chaj-šeng Čang Siao-kuang Wang Ja-pching  | pilotovaný let s trojčlennou posádkou ke stanici Tchien-kung 1                                              |
| Šen-čou 11 | 16. října 2016     | 32 dní, 6 hodin, 29 minut   | 18. listopadu 2016      | Ťing Chaj-pcheng Čchen Tung                   | pilotovaný let s dvoučlennou posádkou ke stanici Tchien-kung 2                                              |
| Šen-čou 12 | 17. června 2021    | 92 dní, 4 hodiny, 12 minut  | 17. září 2021           | Nie Chaj-šeng Liou Po-ming Tchang Chung-po    | první mise k Vesmírné stanici Tchien-kung (TSS), zahájení výstavby stanice kolem hlavního modulu Tchien-che |
| Šen-čou 13 | 15. října 2021     | 182 dní, 9 hodin, 33 minut  | 16. dubna 2022          | Čaj Č'-kang Wang Ja-pching Jie Kuang-fu       | druhá mise k TSS, pokračování výstavby stanice; Wang jako první žena na TSS                                 |
| Šen-čou 14 | 5. června 2022     | 182 dní, 9 hodin, 25 minut  | 4. prosince 2022        | Čchen Tung Liou Jang Cchaj Sü-če              | třetí mise k TSS, pokračování výstavby stanice                                                              |
| Šen-čou 15 | 29. listopadu 2022 | 186 dní, 7 hodin, 25 minut  | 3. června 2023          | Fej Ťün-lung Teng Čching-ming Čang Lu         | čtvrtá mise k TSS, dokončení výstavby stanice                                                               |
| Šen-čou 16 | 30. května 2023    | 153 dní, 22 hodin, 40 minut | 31. října 2023          | Ťing Chaj-pcheng Ču Jang-ču Kuej Chaj-čchao   | 5. dlouhodobá posádka TSS                                                                                   |
| Šen-čou 17 | 26. října 2023     | 187 dní, 6 hodin, 32 minut  | 30. dubna 2024          | Tchang Chung-po Tchang Šeng-ťie Ťiang Sin-lin | 6. dlouhodobá posádka TSS                                                                                   |
| Šen-čou 18 | 25. dubna 2024     | 192 dní, 4 hodiny, 25 minut | 3. listopadu 2024       | Jie Kuang-fu Li Cchung Li Kuang-su            | 7. dlouhodobá posádka TSS                                                                                   |
| Šen-čou 19 | 29. října 2024     | 182 dní, 8 hodin, 41 minut  | 30. dubna 2025          | Cchaj Sü-če Sung Ling-tung Wang Chao-ce       | 8. dlouhodobá posádka TSS                                                                                   |
| Šen-čou 20 | 24. dubna 2025     | 6 měsíců (plánováno)        | podzim 2025 (plánováno) | Čchen Tung Čchen Čung-žuej Wang Ťie           | 9. dlouhodobá posádka TSS                                                                                   |

### Plánované mise
| Mise       | Start       | Délka letu | Přistání  | Posádka | Poznámka                   |
| ---------- | ----------- | ---------- | --------- | ------- | -------------------------- |
| Šen-čou 21 | podzim 2025 | 6 měsíců   | jaro 2026 |         | 10. dlouhodobá posádka TSS |